# Kragerø
Kragerø é uma comuna da Noruega, com 307 km² de área e 10 481 habitantes (censo de 2007).         